# Laiomorphus bicolor
Laiomorphus bicolor is een keversoort uit de familie mierkevers (Cleridae). De wetenschappelijke naam van de soort is voor het eerst geldig gepubliceerd in 1927 door Pic.